# 주중화민국 대한민국 대사관
주중화민국 대한민국 대사관(중국어: 大韓民國駐中華民國大使館) 또는 주자유중국 대한민국 대사관(駐自由中國 大韓民國 大使館)은 대한민국 정부가 중화민국(대만) 타이베이시 신이구 중샤오둥루(忠孝東路) 4단 345호(1992년 당시 주소)에 설치했던 대사관이다. 1948년에 개설되었으나 1992년에 대한민국과 중화민국 간의 외교 관계가 단절되면서 폐쇄되었다.

## 역사
대한민국 정부는 1948년 11월 24일에 중화민국과의 통상 협정 체결 교섭, 중화민국 내 대한민국 국민의 재산권 문제를 논의하기 위하여 정환범을 중화민국 주재 특사로 임명했다. 이와 동시에 대한민국 정부는 중화민국의 수도였던 난징에 대한민국 특사관을 개설했다. 1949년 1월 4일에 대한민국과 중화민국 사이의 외교 관계가 수립되면서 중화민국 주재 특사관 또한 1949년 8월 25일을 기해 대사관으로 승격되었다. 1949년 7월 29일에는 신석우가 초대 중화민국 주재 대한민국 대사로 임명되었다. 그러나 국공 내전의 여파에 따른 국부천대로 인하여 중화민국 주재 대한민국 대사관도 타이베이로 옮겨졌다.
1949년 8월 15일에는 주타이베이 대한민국 영사관이 설립되었고 1951년 11월 11일에는 주중화민국 대한민국 대사관이 타이베이 런아이루(仁愛路) 3단으로 이전했다. 중화민국과 대한민국 간의 무역과 상호 왕래가 빈번해지면서 당시 제7대 중화민국 주재 대한민국 대사를 역임했던 김계원은 쑹산 담배 공장 옆에 위치한 600평의 공터를 어주공매국(菸酒公賣局, 담배·술 공매국)과 임대하여 건설하기로 결정했다. 1977년에는 건축가 채백봉이 설계한 주중화민국 대한민국 대사관 신청사가 준공되어 문을 열었다. 외관은 샌드위치와 같은 4층 건물이었고 주소는 타이베이시 중샤오둥루(忠孝東路) 4단 345호였다. 삼각형으로 깎은 특이한 외형은 한국의 분단을 상징하고 반공주의에 기반한 통일의 의미를 담고 있어 행인들의 눈길을 끌었다. 양안이 개방되기 이전에 많은 반공의사들이 군용기를 몰고 민항기를 납치하여 대한민국에 착륙하였다. 대한민국 당국이 애매한 태도를 보이면 대사관에서는 항의와 계란 투척을 피할 수 없었다. 심지어 1985년 3월 21일에 대한민국에서 일어난 중국 인민해방군 해군의 3213호 어뢰정 사건이 벌어진 다음에는 몇몇 사람들이 대사관 앞에서 분신하기도 했다.
대한민국 정부는 1992년 8월 24일에 중화인민공화국과 수교함에 따라 하나의 중국 정책에 따라 중화민국(대만)과의 외교 관계를 단절한다고 밝혔다. 이에 따라 1992년 8월 24일을 기해 타이베이 주재 대한민국 대사관이 폐쇄되었다. 대만 정부는 대한민국과의 외교 관계를 즉각 단절한다고 밝히고 대한민국산 상품에 대한 모든 무역 특혜 철폐, 대한민국과 대만 간의 항공 노선 운항을 금지하는 조치를 내렸다. 한편 타이베이에서는 대한민국 대사관 앞에 모인 시민들이 대한민국 정부의 결정을 규탄하고 대한민국산 상품 불매를 촉구하는 서명 운동을 벌였다. 대한민국 정부는 어주공매국에 203만 신 대만 달러의 토지 임대료를 빚지고 있었기 때문에 어주공매국에서도 대한민국 정부 측에 토지를 반환할 것을 요구했다. 그러나 철거되지 않은 채로 방치되어 있다가 1998년에 중화민국 교통부 관광국이 리모델링하여 관광 서비스 센터로 활용되었다. 2005년 8월 11일에 타이베이 돔 건설과 함께 구 주중화민국 대한민국 대사관 청사가 철거되었다.
대한민국 정부는 대만과의 비공식 관계를 유지하기 위하여 대표부 상호 설치 문제를 논의했고 1993년 7월 27일에 일본 오사카부에서 대표부 상호 설치에 합의했다. 1993년 11월 25일에는 타이베이에 주타이베이 대한민국 대표부가 개설되었다.

## 역대 대사
- 특사: 정환범 (鄭桓範, 1948년 11월 27일 ~ 1949년 1월)
- 제1대: 신석우 (申錫雨, 1949년 7월 29일 ~ 1950년 3월)
- 제2대: 이범석 (李範奭, 1950년 12월 21일 ~ 1951년 9월)
- 제3대: 김홍일 (金弘壹, 1951년 10월 4일 ~ 1960년 6월 13일)
- 제4대: 백선엽 (白善燁, 1960년 7월 15일 ~ 1961년 7월 8일)
- 제5대: 최용덕 (崔用德, 1961년 7월 19일 ~ 1962년 8월 27일)
- 제6대: 김신 (金信, 1962년 9월 3일 ~ 1971년 1월 10일)
- 제7대: 김계원 (金桂元, 1971년 2월 3일 ~ 1978년 12월)
- 제8대: 옥만호 (玉滿鎬, 1978년 12월 26일 ~ 1981년 5월)
- 제9대: 김종곤 (金鍾坤, 1981년 7월 25일 ~ 1985년 5월)
- 제10대: 김상태 (金相台, 1985년 5월 15일 ~ 1988년 7월)
- 제11대: 한철수 (韓哲洙, 1988년 8월 19일 ~ 1991년 7월)
- 제12대(마지막): 박노영 (朴魯榮, 1991년 8월 28일 ~ 1992년 8월 24일)

## 같이 보기
- 대한민국-중화민국 관계
- 주한 중화민국 대사관
- 주타이베이 대한민국 대표부
- 대한민국의 재외공관 목록